# Lord Finesse

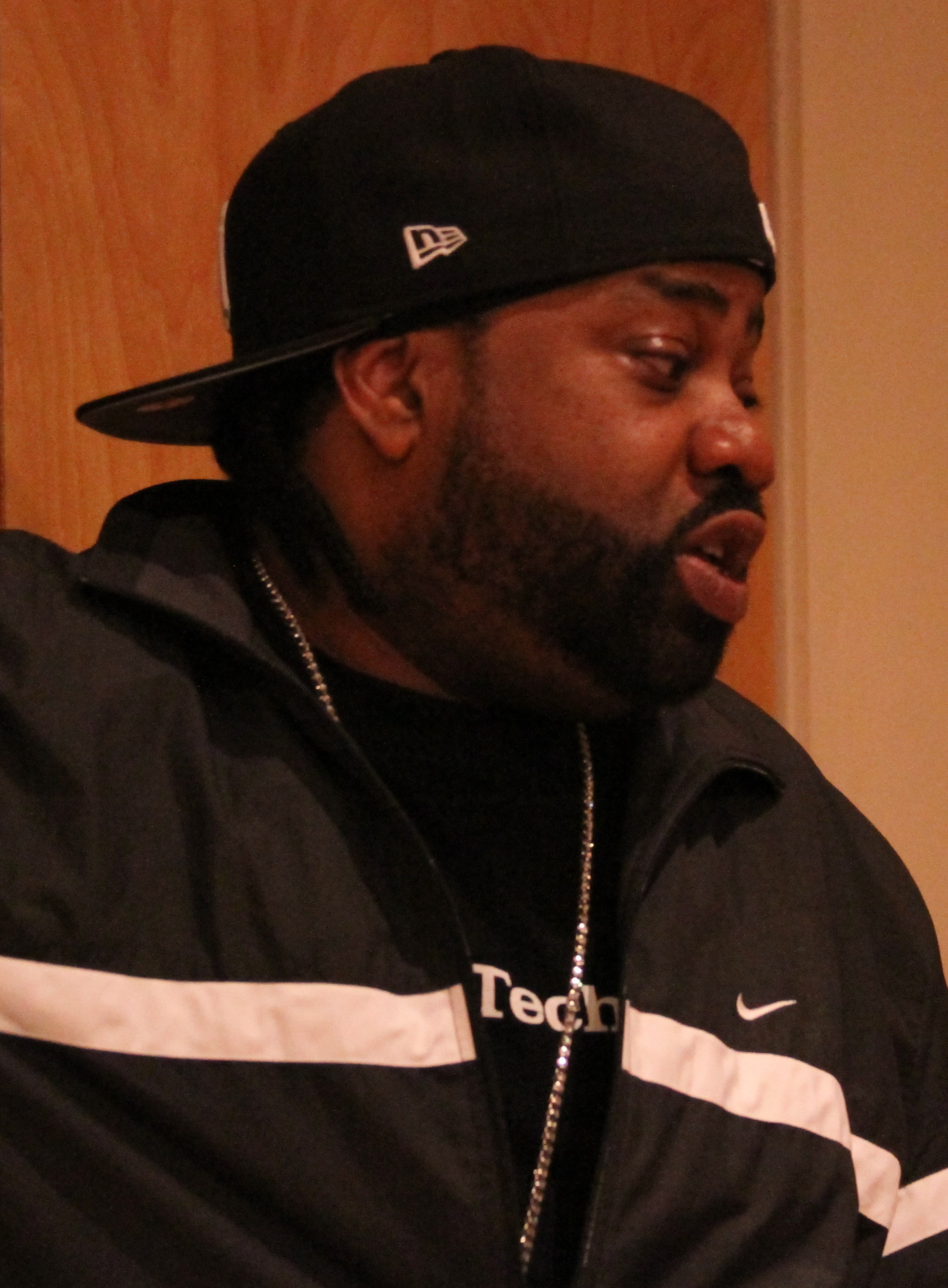
Lord Finesse, 2014

Lord Finesse (* 19. Februar 1970), mit bürgerlichem Namen Robert Hall, ist ein amerikanischer Rapper, Produzent und Mitglied von Diggin’ in the Crates aus New York.

## Biografie
Im Jahr 1989 tat sich Lord Finesse mit seinem Partner DJ Mike Smooth zusammen und unterzeichnete einen Plattenvertrag bei Wild Pitch Records, auf dem zu dieser Zeit auch Gang Starr, Main Source, Chill Rob G, Percee P und O.C unter Vertrag waren. Ein Jahr später veröffentlichte er in Zusammenarbeit mit seinem Partner DJ Mike Smooth sein Debütalbum Funky Technician. Neben DJ Mike Smooth, wirkten auch DJ Premier, Diamond D und Showbiz mit. Kurze Zeit später wurde Lord Finesse zum Leader der New Yorker Supergroup Diggin’ in the Crates.
Im Jahr 1991 schloss er sich Ice-Ts Rhyme Syndicate Management an und veröffentlichte Lord Finesse als Solokünstler über Giant Records seine zweite LP Return of the Funky Man, welches sein eigentliches Major-Debüt ist. Der kommerzielle Durchbruch blieb ihm aber verwehrt und so fokussierte er sich fortan aufs Produzieren. Er produzierte unter anderem für A Tribe Called Quest und The Fugees.
1996 folgte über Penalty Records sein drittes Album The Awakening und im Jahr 2003 sein Album From the Crates to the Files. Lord Finesse ist noch immer mit D.I.T.C. aktiv. Gemeinsam mit den anderen Mitbegründern arbeitet er an einem weiteren Album.

## Diskografie (Auswahl)

### Alben
- 1990: Funky Technician  (Lord Finesse & DJ Mike Smooth – Wild Pitch Records)
- 1992: Return of the Funky Man (Lord Finesse – Giant Records)
- 1996: The Awakening (Lord Finesse – Penalty Records)
- 1999: Live at Tramps NY "In Memory of Big L" Vol. 1 (D.I.T.C. – ZYX Music)
- 1999: Live at Tramps NY "In Memory of Big L" Vol. 2 (D.I.T.C. – ZYX Music)
- 2000: D.I.T.C. (D.I.T.C. – Tommy Boy Music)
- 2007: Rare Studio Masters (Buckwild & Diggin In the Crates: Rare Studio Masters 1993-1997 – Ground Floor Recordings)

### Singles
- 1991: Return of the Funky Man (Lord Finesse – Giant Records)
- 1992: Party over Here (Lord Finesse – Giant Records)
- 1995: Hip 2 da Game (Lord Finesse – Penalty Records)
- 1996: Gameplan (Lord Finesse – Penalty Records)